# Ляскало Микола Петрович
Ляскало Микола Петрович (нар. 19 листопада 1946 року, село Білухівка, Карлівський район, Полтавська область, Українська РСР) - радянський та російський воєначальник українського походження, генерал-полковник (2004). Кандидат технічних наук.

## Біографія
У Радянській Армії з 1963 року. Закінчив Кемеровське військове училище зв'язку (1967), командний факультет Військової академії зв'язку імені С. М. Будьонного (1975), Військову академію Генерального штабу ЗС СРСР імені К.Є. Ворошилова (1988). Починав службу командиром радіозводу в Білоруському військовому окрузі, був командиром радіороти.
З 1975 року - старший офіцер у штабі військ ППО Групи радянських військ у Німеччині, командир батальйону, начальник штабу - заступник командира полку зв'язку військ ППО ДСВГ, старший офіцер відділу зв'язку штабу армії, командир 15-го окремого полку зв'язку в Одеському військовому окрузі (м . Кишинів).
З травня 1983 по січень 1985 років - командир 103-го окремого полку зв'язку 40-ї армії Обмеженого контингенту радянських військ в Афганістані (полк дислокувався в Кабулі ). Учасник бойових дій в Афганістані.
З 1985 командував бригадою радіозв'язку в Одеському військовому окрузі. З 1988 - начальник військ зв'язку армії в Далекосхідному військовому окрузі, а з 1989 - начальник військ зв'язку штабу Головного командування військ Далекого Сходу. З квітня 1992 по березень 1998 - начальник військ зв'язку Північно-Кавказького військового округу, на цій посаді брав участь у Першій чеченській війні. З березня 1998 - заступник, з 4 серпня 2001 - перший заступник начальника зв'язку Збройних Сил. З 14 квітня 2003 по вересень 2005 - начальник зв'язку Збройних Сил Російської Федерації.
Кандидат технічних наук. З 2005 року – у запасі.

## Нагороди
- Орден "За військові заслуги"
- орден Червоної Зірки
- орден «За службу Батьківщині у Збройних Силах СРСР» ІІІ ступеня
- медалі
- нагороди Афганістану
- Заслужений працівник зв'язку Російської Федерації.